# Neon Trees
Neon Trees is een alternatieve-rockband uit Provo (Utah) bestaande uit vier leden, die in 2010 het album Habits uitbrachten, met daarop onder meer de single Animal. Alle bandleden zijn leden van de Kerk van Jezus Christus van de Heiligen der Laatste Dagen.

## Discografie

### Albums
| Album met eventuele hitnotering(en) in de Nederlandse Album Top 100 | Datum van verschijnen | Datum van binnenkomst | Hoogste positie | Aantal weken | Opmerkingen |
| ------------------------------------------------------------------- | --------------------- | --------------------- | --------------- | ------------ | ----------- |
| Habits                                                              | 11-02-2011            | -                     |                 |              |             |
| Picture show                                                        | 27-03-2012            | -                     |                 |              |             |
| Pop Psychology                                                      | 22-04-2014            | -                     |                 |              |             |

### Singles
| Single met eventuele hitnotering(en) in de Nederlandse Top 40 | Datum van verschijnen | Datum van binnenkomst | Hoogste positie | Aantal weken | Opmerkingen                               |
| ------------------------------------------------------------- | --------------------- | --------------------- | --------------- | ------------ | ----------------------------------------- |
| Animal                                                        | 17-01-2011            | 29-01-2011            | 9               | 23           | Nr. 46 in de Single Top 100 / Alarmschijf |
| 1983                                                          | 2011                  | 28-05-2011            | 26              | 3            | Alarmschijf                               |
| Lessons in love (Headhunterz remix)                           | 2012                  | 19-01-2013            | 22              | 8            | met Kaskade / Nr. 30 in de Single Top 100 |

| Single met hitnotering(en) in de Vlaamse Ultratop 50 | Datum van verschijnen | Datum van binnenkomst | Hoogste positie | Aantal weken | Opmerkingen |
| ---------------------------------------------------- | --------------------- | --------------------- | --------------- | ------------ | ----------- |
| Animal                                               | 2011                  | 30-04-2011            | 37              | 3            |             |